# Brook-Gletscher
Der Brook-Gletscher ist ein Gletscher im westantarktischen Ellsworthland. Er fließt in der Sentinel Range des Ellsworthgebirges in westlicher Richtung zwischen Mount Strybing und Mount Allen zum Bender-Gletscher.
Das Advisory Committee on Antarctic Names benannte ihn 2006 nach dem US-amerikanischen Geowissenschaftler Edward J. Brook von der Oregon State University, Paläoklimatologe des United States Antarctic Program in mehreren Feldforschungskampagnen in der Antarktis seit 1988.